# Lucile Hadžihalilović
Lucile Hadžihalilović, född  7 maj 1961 i Lyon i Rhône, är en fransk filmregissör och manusförfattare av bosnisk härkomst.
Hadžihalilović har studerat vid filmskolan La Fémis i Paris. Hon är främst känd för sin film Innocence (2004) som bland annat vann pris vid Sundance Film Festival och utsågs till bästa film vid Stockholms filmfestival. Hon blev därmed den första kvinnliga regissör att vinna Bronshästen.
Hadžihalilović har ett förhållande med regissören Gaspar Noé och de har bland annat arbetat tillsammans med manuset till hans film Enter the void (2009).